# Sergente scelto
Il sergente scelto (in inglese Staff Sergeant, traducibile anche come sergente di squadra o sergente di stato maggiore) è un grado militare di molte forze armate e di alcune polizie.

## Stati Uniti
Nelle forze armate americane il grado di Staff sergeant dell'esercito e dei Marines è omologo al sergente maggiore dell'esercito e dell'Aeronautica Militare Italiana.

### U.S. Army
Il grado di staff sergeant (SSG) nello US Army è superiore a sergente e inferiore a sergente di prima classe. Generalmente vengono assegnati al comando di una squadra, ma in alcuni casi possono comandare un plotone in assenza di un sergente di prima classe.
Il grado è stato istituito nell'esercito americano dal Congresso al termine della prima guerra mondiale nel 1920 insieme ai gradi di technical sergeant (rinominato sergente di prima classe nel 1948) e di master sergeant.
| Distintivo    | |                                                              |                                                 |                                    |                                 |                                 |                                                 |                                  |                     |  |  |  |  |
| Grado         | Senior Enlisted Advisor to the Chairman (Sottufficiale consigliere del Capo dello stato maggiore congiunto) | Sergeant Major of the Army (Sergente Maggiore dell'esercito) | Command Sergeant Major (Sergente maggiore capo) | Sergeant Major (Sergente Maggiore) | First Sergeant (Primo Sergente) | Master Sergeant (Sergente Capo) | Sergeant First Class (Sergente di prima classe) | Staff Sergeant (Sergente scelto) | Sergeant (Sergente) |  |  |  |  |
| Abbreviazione | SEAC | SMA                                                          | CSM                                             | SGM                                | 1SG                             | MSG                             | SFC                                             | SSG                              | SGT                 |  |  |  |  |

#### US Air Force
Nella US Air Force il grado di Staff sergeant è omologo al grado di sergente di esercito e dei Marines e inferiore al grado di technical sergeant. Il grado è omologo al sergente delle forze armate italiane.
| Codice USA | E-10 | E-9                                                                            | E-9                                                    | E-9                                        | E-9                                        | E-8                                                  | E-8                                                  | E-7                              | E-7                              | E-6                                   | E-5                              |
| Codice NATO | OR-9 | OR-9                                                                           | OR-9                                                   | OR-9                                       | OR-9                                       | OR-8                                                 | OR-8                                                 | OR-7                             | OR-7                             | OR-6                                  | OR-5                             |
| --- | --- | ------------------------------------------------------------------------------ | ------------------------------------------------------ | ------------------------------------------ | ------------------------------------------ | ---------------------------------------------------- | ---------------------------------------------------- | -------------------------------- | -------------------------------- | ------------------------------------- | -------------------------------- |
| Distintivo di grado | |                                                                                |                                                        |                                            |                                            |                                                      |                                                      |                                  |                                  |                                       |                                  |
| Grado | Senior Enlisted Advisor to the Chairman (Sottufficiale consigliere del Capo dello stato maggiore congiunto) | Chief master sergeant of the Air Force (sergente maggiore capo dell'Aviazione) | Command chief master sergeant (Sergente maggiore capo) | Chief master sergeant1 (Sergente maggiore) | Chief master sergeant1 (Sergente maggiore) | Senior master sergeant1 (sergente capo di 1ª classe) | Senior master sergeant1 (sergente capo di 1ª classe) | Master sergeant1 (sergente capo) | Master sergeant1 (sergente capo) | Technical sergeant (sergente tecnico) | Staff sergeant (sergente scelto) |
| Abbreviazione | SEAC | CMSAF                                                                          | CCM                                                    | CMSgt                                      | CMSgt                                      | SMSgt                                                | SMSgt                                                | MSgt                             | MSgt                             | TSgt                                  | SSgt                             |
| 1 I gradi di Master sergeant, Senior master sergeant, Chief master sergeant presentano anche una versione First sergeant (primo sergente), segnalata da un rombo al centro dello stemma. Non è un grado a sé stante, ma contraddistingue i sottufficiali a cui sono assegnati addizionali compiti e responsabilità. | |                                                                                |                                                        |                                            |                                            |                                                      |                                                      |                                  |                                  |                                       |                                  |

### US Marine Corps
Nel Corpo dei Marines il grado venne istituito nel 1923 ed è allo stesso livello di grado dello Staff sergeant dell'esercito.
Distintivi di grado di sergente dello US Marines Corps
| colletto distintivo di grado presente solo sulla manica sinistra |                                                                              |                                    |                                                          |                                 |                                    |                                           |                                  |                     |
| Grado | Sergeant major of the Marine Corps (sergente maggiore del Corpo dei Marine)1 | Sergeant major (sergente maggiore) | Master gunnery sergeant (sergente maestro d'artiglieria) | First sergeant (primo sergente) | Master sergeant (sergente maestro) | Gunnery sergeant (sergente d'artiglieria) | Staff sergeant (sergente scelto) | Sergeant (sergente) |
| abbreviazione | SgtMajMarCor                                                                 | SgtMaj                             | MGySgt                                                   | 1stSgt                          | MSgt                               | GySgt                                     | SSgt                             | Sgt                 |
| 1 Sebbene il singolo MCPOCG in servizio sia ufficialmente un E-9, assolvendo incarichi particolari e percependo indennità speciali, il suo livello di retribuzione è a volte ufficiosamente (e quindi erroneamente) chiamato "E-10". |                                                                              |                                    |                                                          |                                 |                                    |                                           |                                  |                     |

### Distintivi di grado

Distintivo di grado di Staff sergeant dello U.S. Army, indossato sulle maniche.
Distintivo di grado di Staff sergeant dello U.S. Marine Corps, indossato sulle maniche.
Distintivo di grado di Staff sergeant della U.S. Air Force, indossato sulle maniche.

## Tabella dei gradi nelloU.S. Armydal 1920 al 1942
| 1º grado        | 2º grado       | 2º grado           | 3º grado       | 4º grado | 5º grado | 6º grado                         | 7º grado          |
| --------------- | -------------- | ------------------ | -------------- | -------- | -------- | -------------------------------- | ----------------- |
|                 |                |                    |                |          |          |                                  | (nessuna insegna) |
| Master Sergeant | First sergeant | Technical sergeant | Staff sergeant | Sergeant | Corporal | Private First Class / Specialist | Private           |
| M/Sgt.          | 1st Sgt.       | T/Sgt.             | S/Sgt.         | Sgt.     | Cpl.     | Pfc.                             | Pvt.              |

## Tabella dei gradi nelloU.S. Armydal 1942 al 1948
| 1º grado       | 1º grado        | 2º grado           | 3º grado       | 3º grado               | 4º grado | 4º grado                | 5º grado | 5º grado               | 6º grado            | 7º grado          |
| -------------- | --------------- | ------------------ | -------------- | ---------------------- | -------- | ----------------------- | -------- | ---------------------- | ------------------- | ----------------- |
|                |                 |                    |                |                        |          |                         |          |                        |                     | (nessuna insegna) |
| First sergeant | Master sergeant | Technical sergeant | Staff sergeant | Technician Third Grade | Sergeant | Technician Fourth Grade | Caporale | Technician Fifth Grade | Private first class | Private           |
| 1st Sgt.       | M/Sgt.          | T/Sgt.             | S/Sgt.         | T/3.                   | Sgt.     | T/4.                    | Cpl.     | T/5.                   | Pfc.                | Pvt.              |

## Unione Sovietica e Russia
Nelle forze armate della Federazione Russa e in precedenza nelle forze armate sovietiche il livello del ruolo sergenti si articola su quattro livelli:
- Staršiná (russo: Старшина́; traslitterato: Staršiná) omologabile nelle forze armate italiane al sergente maggiore capo dell'Esercito e dell'Aeronautica e al secondo capo scelto della Marina
- Sergente anziano (russo: Ста́рший сержа́нт; translittarato: Stáršij seržánt) o Sergente scelto o sergente maggiore, omologabile nelle forze armate italiane al sergente maggiore dell'Esercito e dell'Aeronautica e al secondo capo della Marina
- Sergente (russo: Сержа́нт; translittarato: Seržánt) omologabile nelle forze armate italiane al grado di sergente
- Sergente inferiore o secondo sergente (russo: Мла́дший сержа́нт; translittarato: Mládšij Seržánt) omologabile nelle forze armate italiane al massimo grado della categoria dei graduati di truppa.

Nella marina russa i gradi di staršina, paragonabili al ruolo sergenti della Marina Militare Italiana, si articolano su quattro livelli, anche se tuttavia il grado più alt0 di Glavnyj korabel'nyj staršina potrebbe essere equiparato ai gradi di capo di terza o seconda classe della Marina Militare:
- Glavnyj korabel'nyj staršina (OR-7)
- Glavnyj staršina (OR-7)
- Staršina 1 stat'i (OR-5)
- Staršina 2 stat'i (OR-4)

Staršiná è stato il grado più alto tra i sottufficiali delle forze armate sovietiche fino al 1972, quando vennero introdotti i gradi di Praporščik e Staršij praporščik, corrispondenti ai Warrant Officer delle forze armate americane.
| Equivalente NATO  | OR-7              | OR-7                              | OR-6                              | OR-6                              | OR-6                              | OR-6                              | OR-6                              | OR-6             | OR-5             | OR-5             | OR-5             | OR-5             | OR-5             | OR-5                               | OR-4                               | OR-4 |
| ----------------- | ----------------- | --------------------------------- | --------------------------------- | --------------------------------- | --------------------------------- | --------------------------------- | --------------------------------- | ---------------- | ---------------- | ---------------- | ---------------- | ---------------- | ---------------- | ---------------------------------- | ---------------------------------- | ---- |
| Russia (bandiera) |                   |                                   |                                   |                                   |                                   |                                   |                                   |                  |                  |                  |                  |                  |                  |                                    |                                    |      |
| старшина́ Staršiná | старшина́ Staršiná | ста́рший сержа́нт Sergente maggiore | ста́рший сержа́нт Sergente maggiore | ста́рший сержа́нт Sergente maggiore | ста́рший сержа́нт Sergente maggiore | ста́рший сержа́нт Sergente maggiore | ста́рший сержа́нт Sergente maggiore | сержа́нт Sergente | сержа́нт Sergente | сержа́нт Sergente | сержа́нт Sergente | сержа́нт Sergente | сержа́нт Sergente | мла́дший сержа́нт sergente inferiore | мла́дший сержа́нт sergente inferiore |      |

| Equivalente NATO  | OR-7              | OR-7                              | OR-6                              | OR-6                              | OR-6                              | OR-6                              | OR-6                              | OR-6             | OR-5             | OR-5             | OR-5             | OR-5             | OR-5             | OR-5                               | OR-4                               | OR-4 |
| ----------------- | ----------------- | --------------------------------- | --------------------------------- | --------------------------------- | --------------------------------- | --------------------------------- | --------------------------------- | ---------------- | ---------------- | ---------------- | ---------------- | ---------------- | ---------------- | ---------------------------------- | ---------------------------------- | ---- |
| Russia (bandiera) |                   |                                   |                                   |                                   |                                   |                                   |                                   |                  |                  |                  |                  |                  |                  |                                    |                                    |      |
| старшина́ Staršiná | старшина́ Staršiná | ста́рший сержа́нт Sergente maggiore | ста́рший сержа́нт Sergente maggiore | ста́рший сержа́нт Sergente maggiore | ста́рший сержа́нт Sergente maggiore | ста́рший сержа́нт Sergente maggiore | ста́рший сержа́нт Sergente maggiore | сержа́нт Sergente | сержа́нт Sergente | сержа́нт Sergente | сержа́нт Sergente | сержа́нт Sergente | сержа́нт Sergente | мла́дший сержа́нт sergente inferiore | мла́дший сержа́нт sergente inferiore |      |

| Equivalente NATO                                          | OR-7                                                      | OR-7                              | OR-6                              | OR-6                              | OR-6                              | OR-6                              | OR-6                              | OR-6                                | OR-5                                | OR-5                                | OR-5                                | OR-5                                | OR-5                                | OR-5                                | OR-4                                | OR-4 |
| --------------------------------------------------------- | --------------------------------------------------------- | --------------------------------- | --------------------------------- | --------------------------------- | --------------------------------- | --------------------------------- | --------------------------------- | ----------------------------------- | ----------------------------------- | ----------------------------------- | ----------------------------------- | ----------------------------------- | ----------------------------------- | ----------------------------------- | ----------------------------------- | ---- |
|                                                           |                                                           |                                   |                                   |                                   |                                   |                                   |                                   |                                     |                                     |                                     |                                     |                                     |                                     |                                     |                                     |      |
| Главный корабельный старшина Glavnyj korabel'nyj staršina | Главный корабельный старшина Glavnyj korabel'nyj staršina | Главный старшина Glavnyj staršina | Главный старшина Glavnyj staršina | Главный старшина Glavnyj staršina | Главный старшина Glavnyj staršina | Главный старшина Glavnyj staršina | Главный старшина Glavnyj staršina | Старшина 1 статьи Staršina 1 stat'i | Старшина 1 статьи Staršina 1 stat'i | Старшина 1 статьи Staršina 1 stat'i | Старшина 1 статьи Staršina 1 stat'i | Старшина 1 статьи Staršina 1 stat'i | Старшина 1 статьи Staršina 1 stat'i | Старшина 2 статьи Staršina 2 stat'i | Старшина 2 статьи Staršina 2 stat'i |      |